# Дункер, Иоганн Франц
Иоганн Франц Дункер (нем. Johann Franz Dunker; 1715 — 23 сентября 1795, Санкт-Петербург) — австрийский скульптор и «резного дела мастер» (резчик по дереву). С 1738 года жил и работал в России. С 15 декабря 1749 года — мастер Резной палаты Академии наук и художеств в Санкт-Петербурге. В 1749—1762 годах по рекомендации Якоба Штелина преподавал в Рисовальной палате петербургской Академии наук.
В 1744 году был принят на службу в петербургскую Канцелярию от строений, где работал главным образом по рисункам Ф. Б. Растрелли для дворцов в Петергофе, Царском Селе и Зимнего дворца в российской столице в характерном стиле елизаветинского барокко. Для Зимнего дворца в 1756 году Дункер создал чертежи семнадцати каминов, их выполнили из белого мрамора и привезли из Италии. Мастер создавал резные картинные и зеркальные рамы, десюдепорты, балюстрады. Руководил работой резчиков по созданию статуй на кровле здания петербургской Кунсткамеры (1753—1754) и резного иконостаса церкви Большого дворца в Царском Селе, а также скульптурного и орнаментального декора Большого и Картинного залов царскосельского дворца.
И. Ф. Дункер вместе с немецким (австрийским ?) скульптором Йозефом Баумхеном (1714—1789) создал по эскизам Растрелли первые деревянные модели статуй для кровли Зимнего дворца в Санкт-Петербурге (1756). Вместе с учениками Дункер изготовил рельефы для павильона «Эрмитаж» в Царском селе на тему «Игры амуров».
Сын мастера Иван Францевич Дункер (Иоганн Готфрид; 1750—1797) также, помогая отцу, работал скульптором и резчиком по рисункам Растрелли, затем — архитектором Конторы строения Императорских домов и садов в Санкт-Петербурге.